# Пресака (Сибињ)
Пресака (рум. Presaca) насеље је у Румунији у округу Сибињ у општини Паука. Oпштина се налази на надморској висини од 361 m.

## Становништво
Према подацима из 2002. године у насељу је живело 497 становника, од којих су сви румунске националности.